# Ed Viesturs

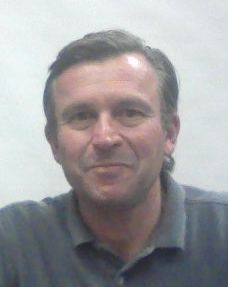
Ed Viesturs (2008)

Edmund „Ed“ Viesturs (* 22. Juni 1959) ist ein US-amerikanischer Höhenbergsteiger. Er ist der erste US-Bürger und der zwölfte Bergsteiger überhaupt, der alle 14 Achttausender erstieg, sowie der fünfte, der dies ohne zusätzlichen Sauerstoff schaffte. 
Viesturs hat den Mount Everest siebenmal erstiegen.

## Kindheit und Jugend
Er wurde als Kind lettischer Eltern geboren und wuchs in Rockford, Illinois, auf. Viesturs zog nach Seattle, Washington, um die dortige Universität zu besuchen. Dort begann er seine Karriere als Bergsteiger, an den Hängen des Mount Rainier. Viesturs schloss die Universität zunächst mit einem Bachelor of Science in Zoologie ab und wurde  Bergführer für das Unternehmen Rainier Mountaineering, Inc. Später promovierte er als Tiermediziner an der Washington State University.

## Bergsteiger-Karriere
Sein Interesse am Himalaya entwickelte sich an der Highschool, indem er den Bericht von Maurice Herzog der Erstbesteigung der Annapurna las. Nach seiner Ersteigung des Kangchendzönga 1989, des Mount Everest 1990 und des K2 1992 wurde Viesturs ein international tätiger Bergführer und wurde gesponsert als Berufsbergsteiger. Er war auch als Führer für Rob Halls Expeditionsunternehmen Adventure Consultants während der 1995er Everest-Expedition tätig. 1994 wurde er mit dem David A. Sowles Memorial Award für zwei Rettungseinsätze am K2 geehrt.
Viesturs war im IMAX-Team während der 1996er Katastrophe am Everest. Viesturs war der Star des Everest-IMAX-Films. Das Filmen wurde durch die Blizzard-Wetterkatastrophe behindert. Das IMAX-Team verschob seine Aufnahmen und beteiligte sich maßgeblich an der Rettung der von der Katastrophe in den Hochregionen betroffenen Bergsteiger. Später ging das IMAX-Team mit der Kamera-Ausstattung zum Gipfel, am 23. Mai 1996.
Ebenfalls war er in dem im Jahr 2000 erschienenen Bergsteigerdrama Vertical Limit in einer Gastrolle zu sehen, er spielte dabei sich selbst.
Viesturs setzte das Bergsteigen fort, am Broad Peak und Nanga Parbat 2003 und am Mount Everest (siebte Ersteigung 2009).  Er leitet Expeditionen für die neuseeländische Expeditionsgesellschaft Adventure Consultants, die der am Everest in der 96er Katastrophe verstorbene Rob Hall gründete.
Laut dem Guinness-Buch der Rekorde gilt Ed Viesturs als erster Mensch, der alle Achttausender bestiegen hat. Dies wird damit begründet, dass alle elf Personen, die vor Viesturs diese Marke erreichen konnten, wohl nicht auf dem Gipfel der Annapurna standen, sondern sich gut 65 Meter vor und fünf Meter unterhalb des Gipfels befanden. Allerdings kann diese Unterstellung nicht endgültig belegt werden und häufig herrscht Uneinigkeit darüber, wie weit man sich einem Gipfel nähern muss, damit dieser als bestiegen gilt.
Er wohnt auf Bainbridge Island, Washington, genau gegenüber Seattle am Puget Sound.
Viesturs klettert mit seinem Partner Veikka Gustafsson. Ihm wurde der David-A.-Sowles-Gedächtnispreis des American Alpine Club zugesprochen.
Im Oktober 2006 gab Viesturs sein Buch No Shortcuts to the Top heraus (deutsch etwa: Keine Abkürzungen zum Gipfel), eine Autobiographie, die seine Touren auf alle Achttausender dokumentiert.
Am 5. November 2006 lief er seinen ersten Marathon, den New-York-City-Marathon in 3 Stunden 15 Minuten und 18 Sekunden.